# Беховице
Беховице (чеш. Běchovice) — исторический район, восточный пригород Праги, муниципальный район в составе административного района Прага 21.
Первое упоминание о районе относится к 1228 году.
В истории район запомнился как место массового уничтожения людей во время восстания 1848 года. 17 июня 1848 года, на железнодорожной станции Беховице крестьянские отряды в кровопролитном сражении были разгромлены австрийскими войсками.
В 1974 году район был включен в состав Праги, войдя в состав административного района Прага 9. С 24 ноября 1990 года район перешел в состав района Прага 21 и получил название «Прага-Беховице». На востоке граничит с районом Клановице.
В районе в основном расположены частные дома, на части территории располагается технопарк.